# Ard Schenk
Adrianus „Ard” Schenk (ur. 16 września 1944 w Annie Paulownej) – holenderski łyżwiarz szybki, wielokrotny medalista olimpijski i mistrzostw świata.

## Kariera
Ard Schenk jest jednym z najbardziej utytułowanych panczenistów przełomu lat 60. i 70 XX wieku. Pierwszy medal wywalczył w 1965 roku, kiedy na mistrzostwach świata w wieloboju w Oslo, gdzie zdobył brązowy medal. W zawodach tych wyprzedzili go jedynie Norweg Per Ivar Moe i Jouko Launonen z Finlandii. W tej samej konkurencji zdobywał złote medale na MŚ w Oslo (1970), MŚ w Göteborgu (1971) i MŚ w Oslo (1972), srebrne podczas MŚ w Göteborgu (1966) i MŚ w Oslo (1967)) oraz brązowy na MŚ w Göteborgu (1968). Ponadto na mistrzostwach świata w wieloboju sprinterskim w Inzell w 1971 roku i rozgrywanych rok później mistrzostwach świata w wieloboju sprinterskim w Eskilstunie zdobywał brązowe medale. 
W 1964 roku wystartował na igrzyskach olimpijskich w Innsbrucku, zajmując trzynaste miejsce w biegu na 1500 m. Na tym samym dystansie zdobył srebrny medal podczas igrzysk w Grenoble w 1968 roku. W zawodach tych pokonał go tylko jego rodak, Kees Verkerk. Jeszcze lepsze wyniki uzyskał na rozgrywanych cztery lata później igrzyskach w Sapporo, gdzie zwyciężał na dystansach 1500, 5000 i 10 000 m. Zdobył też osiem medali mistrzostw Holandii, w tym złote w wieloboju w latach 1965, 1968 i 1970. 
W latach 1970, 1971 i 1972 otrzymywał Nagrodę Oscara Mathisena. Ustanowił łącznie 20 rekordów świata. Jako pierwszy zawodnik złamał barierę dwóch minut na dystansie 1500 metrów oraz piętnastu na 10 000 m. 
Jego ojciec, Klaas Schenk, również był panczenistą, a kuzyn Henk Schenk, zapaśnikiem, olimpijczykiem z Meksyku 1968 i Monachium 1972.

### Mistrzostwa świata
- Mistrzostwa świata w wieloboju
  - złoto – 1970, 1971, 1972
  - srebro – 1966, 1967
  - brąz – 1965, 1968

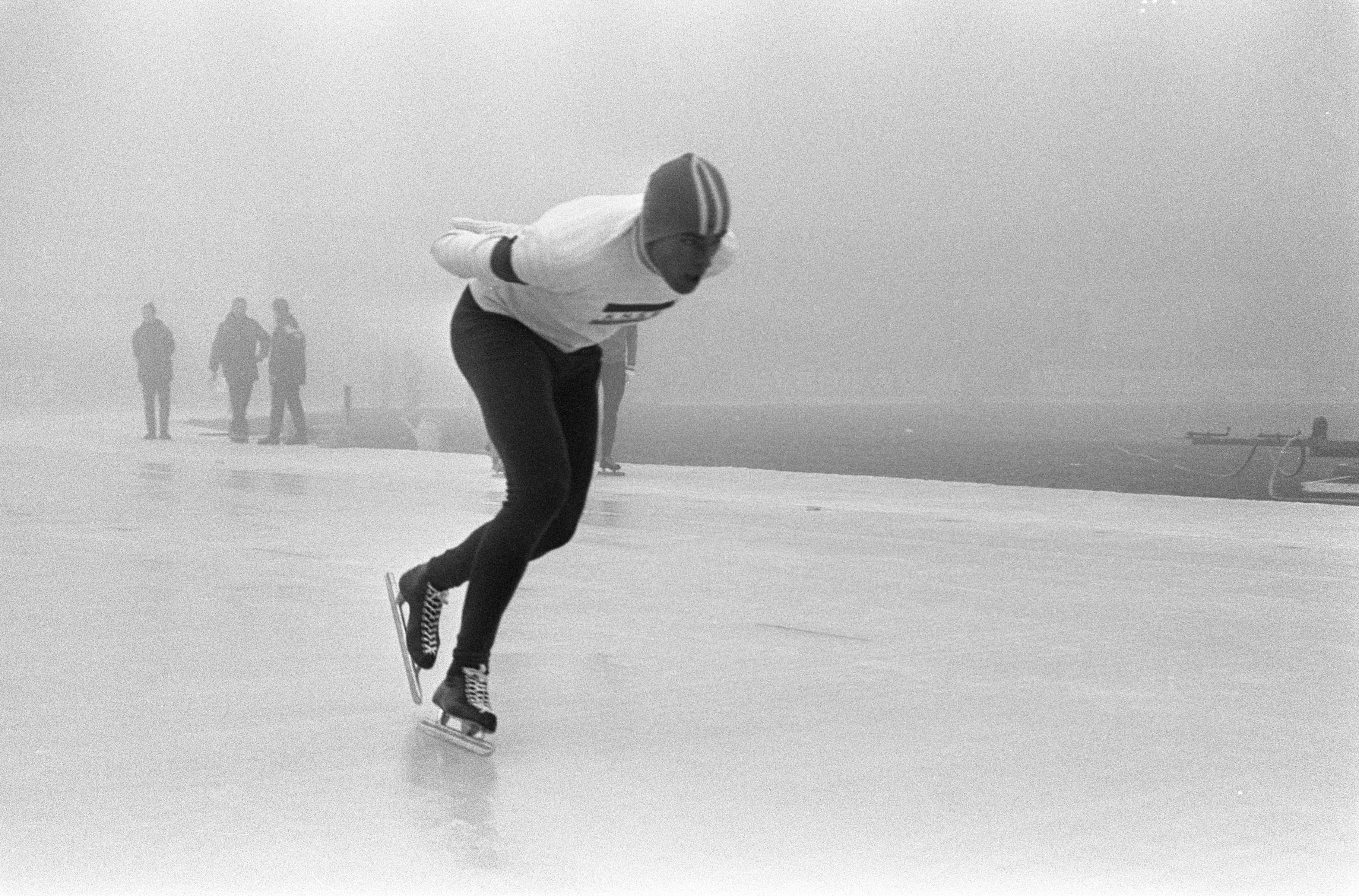
Schenk (Deventer, 1965)
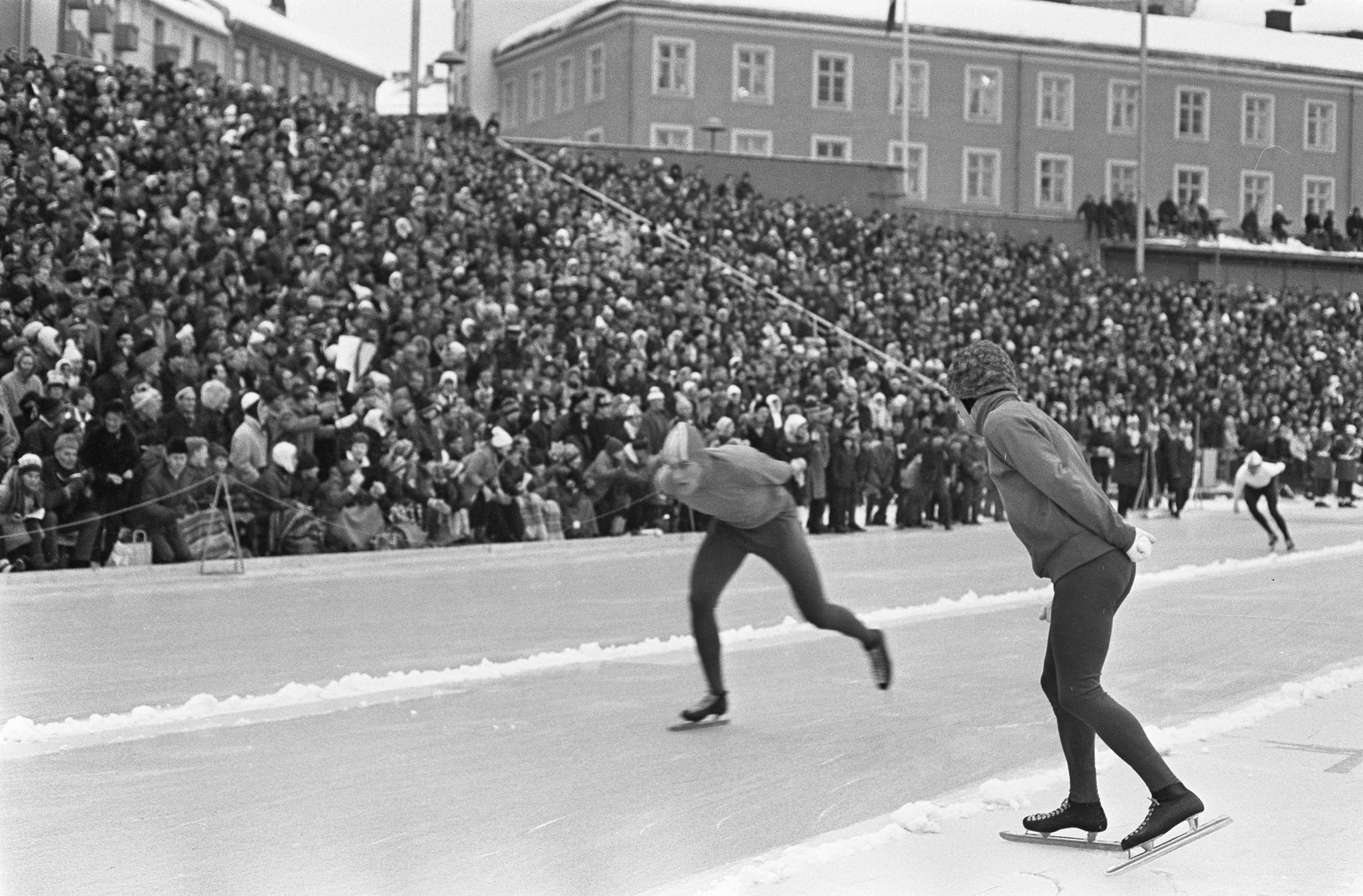
Schenk (Oslo, 1967)
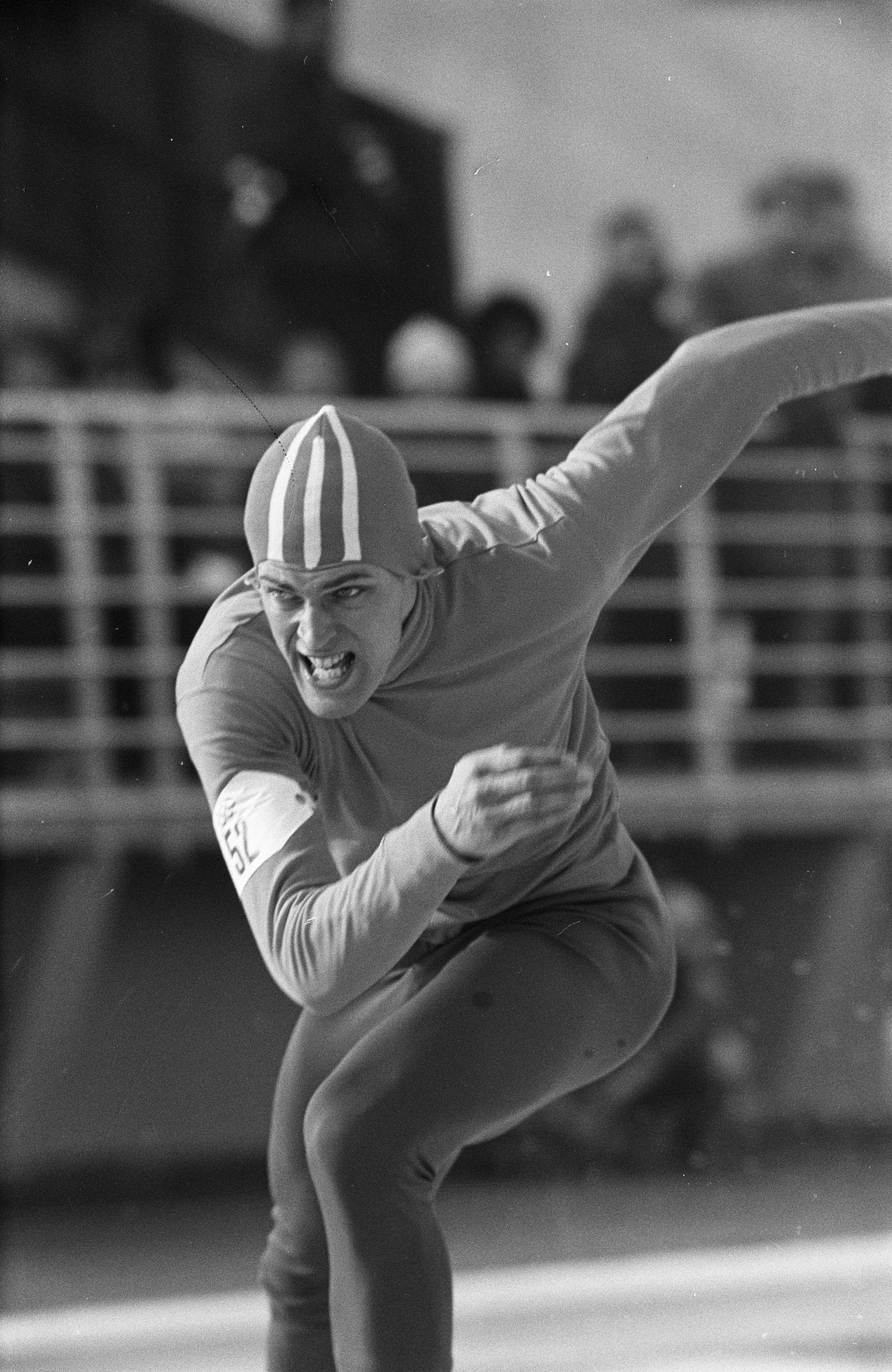
Schenk (Grenoble, 1968)